# Фудзікава (Яманасі)

35°33′40″ пн. ш. 138°27′41″ сх. д. / 35.56111° пн. ш. 138.46139° сх. д.
Фудзіка́ва (яп. 富士川町, ふじかわちょう, МФА: [ɸud͡ʑikawa t͡ɕoː]) — містечко в Японії, в повіті Мінамі-Кома префектури Яманасі. Засноване 3 березня 2010 року шляхом об'єднання містечок Кадзікадзава й Масухо. Назване на честь річки Фудзі. Станом на 1 квітня 2009 площа містечка становила 111,98 км². Станом на 1 липня 2011 населення містечка становило 16 093 осіб.